# Arrondissement La Flèche
Arrondissement La Flèche (fr. Arrondissement de La Flèche) je správní územní jednotka ležící v departementu Sarthe a regionu Pays de la Loire ve Francii. Člení se dále na 12 kantonů a 125 obcí.

## Kantony
- Brûlon
- La Chartre-sur-le-Loir
- Château-du-Loir
- La Flèche
- Le Grand-Lucé
- Loué
- Le Lude
- Malicorne-sur-Sarthe
- Mayet
- Pontvallain
- Sablé-sur-Sarthe
- La Suze-sur-Sarthe